# Massiac
Massiac ist eine französische Gemeinde des Départements Cantal in der Region Auvergne-Rhône-Alpes. Administrativ ist sie dem Arrondissement Saint-Flour zugeteilt.

## Geografie

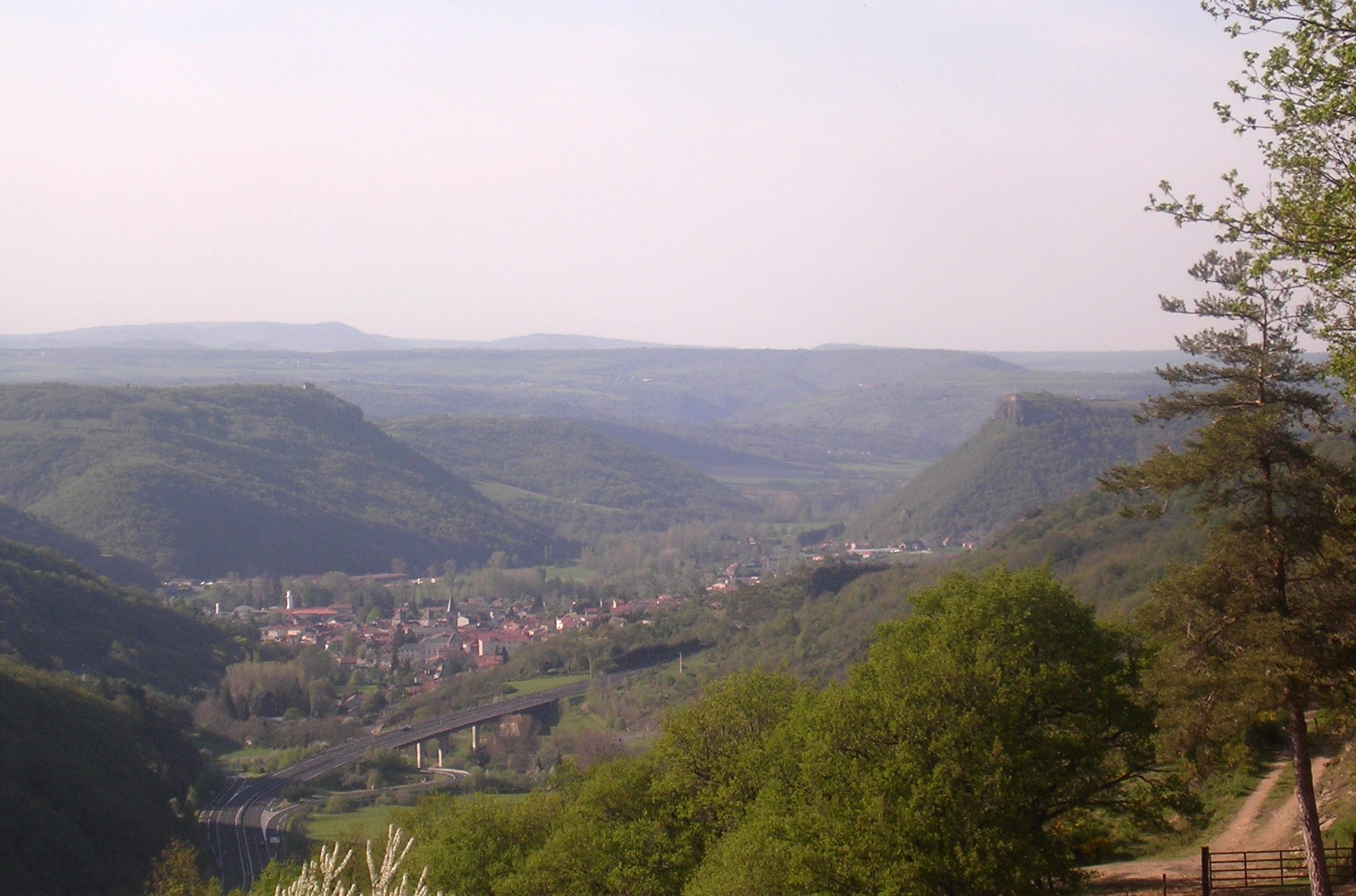
Blick auf Massiac über das Alagnonnette-Tal

Der Ort mit 1801 Einwohnern (Stand 1. Januar 2022) liegt am Zusammenfluss der drei Flüsse Alagnon, Alagnonnette (auch Igoune genannt) und Arcueil im äußersten Osten des Départements Cantal an der Grenze zum Département Haute-Loire. Im Westen beginnt das Bergland Cézallier und im Osten das Hügelland Margeride. Im Norden schließen zwei Basaltkegel das Tal ab. Diese geografischen und tektonischen Eigenarten brachten der Ortschaft den Übernamen Porte fleurie du Cantal („Blumentor zur Cantal“) ein.
Massiac befindet sich an der von Norden nach Süden verlaufenden Europastraße 11, die der Autoroute A75 entspricht, und Clermont-Ferrand (Distanz 60 Kilometer) mit Montpellier (Distanz 190 Kilometer) verbindet. Der Bahnhof von Massiac liegt an der Bahnstrecke von Figeac nach Arvant, eine Haltestelle die zur Gemeinde Bournoncle-Saint-Pierre gehört, und Anschluss nach Clermont-Ferrand bietet.
Der Ort liegt im Tal auf 530 Meter und ist mit einer mittleren Niederschlagsmenge von 676 mm/Jahr eher trocken. Bei einer mittleren Jahrestemperatur von 10 °C ist es trotz starken jährlichen Ausschlägen relativ mild, dies im Kontrast zur Umgebung, die vom Höhenklima geprägt ist.
Obwohl Massiac über einen Dorfkern verfügt, ist es eigentlich eine historisch gewachsene Streusiedlung. Das Gemeindegebiet ist mit rund 35 Quadratkilometer sehr groß. Im Dorfkern sind folgende Ortsteile auszumachen: Brousse, Bussac, Cours, La Croix Verte, La Grande Planche, Le Graveiras, Le Montel, Quartier nègre, La Prade, Le Pré Juny und La Ribeyre. Dazu kommen zahlreiche Weiler, nämlich: Auliadet, Bousselorgue, Le Boutirou, Chabannes, Chalet, Chevaley, Le Fayet, Le Lac, Malet, Ouches, Prugnes, Le Puy Francon, Sabatey, La Sagne, Saint-Étienne, La Valette, Vazerat, Le Verdier, Vialle-Chalet und La Vialle-Vieille.

## Geschichte

### Spätantike und Toponymie
Um das Jahr 260 wurde die Gegend von Saint Mary (Mary le confesseur) evangelisiert. Nach und nach wurde die Region romanisiert und um das Jahr 300 entstand eine gallo-römische Siedlung an der Einmündung der Alagnon in die Allagnonette. Sie wurde mattii acum (das Herrschaftsgebiet des Herrn Matthaeus) genannt, woraus später Massiac wurde. Der Namenforscher Ernest Nègre führt folgende Toponyme auf: Massiacensi, Maciacensis (9. Jahrhundert) und Maciago (953).

### Mittelalter
532 fielen die Franken in die Gegend ein und gründeten um Massiac ihre eigenen Siedlungen. Die Geschichte der nächsten Jahrhunderte liegt im Dunkeln.
893 erhielt Armand I. d’Apchon, Vize-Graf der Auvergne, die Baronie von Vernières, der auch Massiac unterstand. Im selben Jahrhundert wurden vor Ort eine Viguerie und ein Kloster gegründet. 1169, als die Auvergne vom König Ludwig VII. zerschlagen und aufgeteilt wurde, zerfiel auch Massiac in drei Teile: Das Lehen Le Montel (heute ein Ortsteil der Gemeinde) ging an die Familie Montel (sie waren Vasallen jenes Fürsten, der das nun zur Krone gehörende Gebiet in der Auvergne als Apanage erhielt → Herzogtum Auvergne), das historische Massiac und heutiger Dorfkern ging an die Familie Apchon (sie waren Vasallen des Dauphins d’Auvergne) und das Lehen La Tour d’Ally erhielt die Familie Rochefort d’Ally (sie waren Vasallen von Mercœur de Blesle → Herzogtum Mercœur). Im Zuge des Hundertjährigen Krieges drangen 1361 die Engländer in die Gegend ein, konnten aber von Guillaume VI. d’Apchon in Maurs gestoppt werden. 1420 heiratet Guillaume III. d’Espinchal, Herr von Les Ternes, Marie de Rochefort d’Ally und nahm ihr Lehen als Mitgift. Am 24. Mai 1429 stimmte Pierre de Tinière, Herr von Massiac, der Wahl eines Konsuls und der Bildung einer Gemeindeversammlung zu; dieses Entgegenkommen gilt als Geburtsstunde der Gemeinde Massiac. Die althergebrachten Landvögte waren geschwächt, der Akt der Territorialbildung verlagerte sich weg vom Landadel hin zur Stadt. In der Folge erhielt Massiac eine Stadtmauer.
Während der Praguerie wurde Massiac von Jean Salazar, Baron von Chaudes-Aigues, überfallen und eingenommen. Dabei sollen vierzig Einwohner der Stadt bei der Verteidigung der Stadtmauern gefallen sein.

### Neuzeit
Am 6. Oktober 1584 heiratete Margueritte d’Apchon, die letzte Erbin der Familie, François I. d’Espinchal. Die beiden Städte wurden daraufhin vereinigt und die Dynastie Espinchal herrschte seitdem über Massiac. Am 16. April 1623 erwarb die Familie auch das Lehen von Le Montel.
Der spätere Familienvertreter Gaspard d’Espinchal wurde 1666 vom Tribunal des Grands jours d’Auvergne (ein Sondergericht unter dem Ancien Régime) wegen Machtmissbrauchs und Unterdrückung der Bevölkerung zusammen mit zahlreichen anderen Vögten der Region zum Tode verurteilt. Gaspard konnte aber rechtzeitig nach Bayern fliehen und das Urteil wurde lediglich in effigie vollstreckt. Sein befestigtes Schloss wurde daraufhin geschleift. Gaspard wurde im Kurfürstentum Bayern zum Armeekommandanten ernannt und betrieb in dieser Funktion Spionage zu Gunsten Frankreichs. Für diesen Dienst wurde er 1678 von König Ludwig XIV. begnadigt und wieder in Amt und Würden eingesetzt.
Die wohl schlimmste Katastrophe erlebte Massiac im Jahr 1694, als ein Viertel der Bevölkerung (angeblich 251 Leute) von einer der letzten Pestwellen in Europa hinweggerafft wurde.

### Neuere Geschichte
Am 14. November 1801 forderten die Bürger von Massiac in einem legitimistischen Akt mit einer Petition die Rückkehr ihres Grafen Thomas Joseph d’Espinchal. Die Familie Espinchal war beim Ausbruch der Französischen Revolution zusammen mit dem Fürsten von Condé exiliert. 1792 schloss sich der Graf einer in der Auvergne gebildeten Koalition an, die den Grafen von Artois und späteren König Karl X. unterstützte. Zuvor lebte Thomas Joseph d’Espinchal in Paris, wo er ein mondänes und glamouröses leben führte. Seine Rückkehr nach Massiac im Jahre 1803 war Anlass für große Festlichkeiten. 1812 wurde er zum Bürgermeister gewählt, ein Amt, das er bis zu seinem Tode im Jahre 1823 innehatte. Beigesetzt ist der Graf in der Kirche Saint-André von Massiac.
Jean Rieuf hält in seinem Buch Massiac et son Canton fest, dass Massiac während der Feudalzeit lediglich zwei Herrscherfamilien kannte: die Apchon und die Espinchal.
1861 wurde Massiac zum südlichen Endbahnhof der neu errichteten Bahnstrecke von Clermont-Ferrand. Für den Bau der Geleise mussten die Alagnonnette umgeleitet und eine Brücke sowie eine neue Straße gebaut werden. Diese Zeichen der Industrialisierung haben das Gesicht der Gegend tiefgreifend verändert. Massiac, bereits seit dem Mittelalter eine Messestadt, erlebte daraufhin einen zusätzlichen wirtschaftlichen Aufschwung.

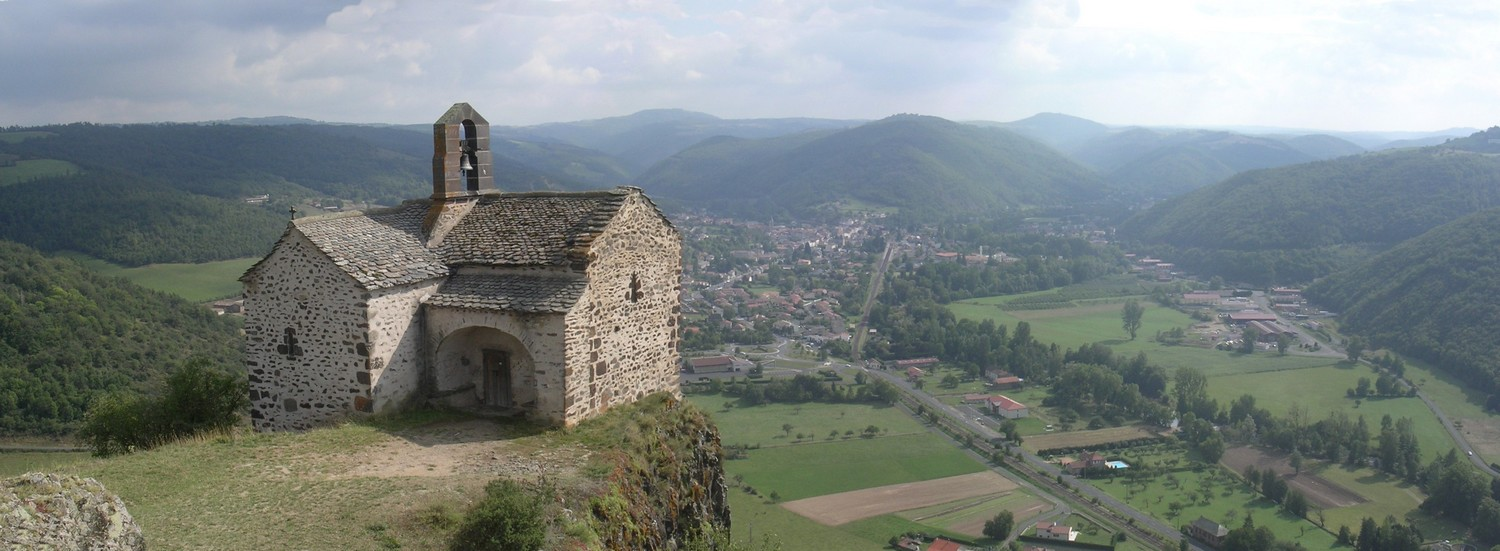
Blick auf Massiac mit seinen Verkehrsachsen

### Wappen
Blasonierung: In Azurblau ein güldnener Greif bewinkelt von drei pfahlweise gestellten, kelchblattlosen Ähren derselben Farbe, davon zwei im Schildhaupt und eine im -fuß.

### Bevölkerungsentwicklung
| Jahr                       | 1962 | 1968 | 1975 | 1982 | 1990 | 1999 | 2009 | 2016 |
| -------------------------- | ---- | ---- | ---- | ---- | ---- | ---- | ---- | ---- |
| Einwohner                  | 1741 | 1756 | 1884 | 1838 | 1881 | 1857 | 1841 | 1718 |
| Quellen: Cassini und INSEE |      |      |      |      |      |      |      |      |

## Wirtschaft
In Massiac findet man Obstbauhaine (vor allem Apfelbäume) und Gemüsegärten. Zudem wird Schafs- und Rinderzucht betrieben sowie Käse hergestellt. Auch eine Schneckenzucht gehört zum Dorf. Neuerdings versucht man sich auch wieder im Weinbau.
Die Chemiebetriebe Sociétés SAGA und SAGA Médical werden seit 2010 vom Unternehmen Air Products & Chemicals kontrolliert. Auch unter der neuen Führung werden weiterhin Gase für industrielle sowie medizinische Anwendungen gewonnen und abgefüllt. Zudem gibt es einen metallverarbeitenden Betrieb und eine kunsthandwerkliche Wollweberei.

## Sehenswürdigkeiten

### Kirche Saint-André

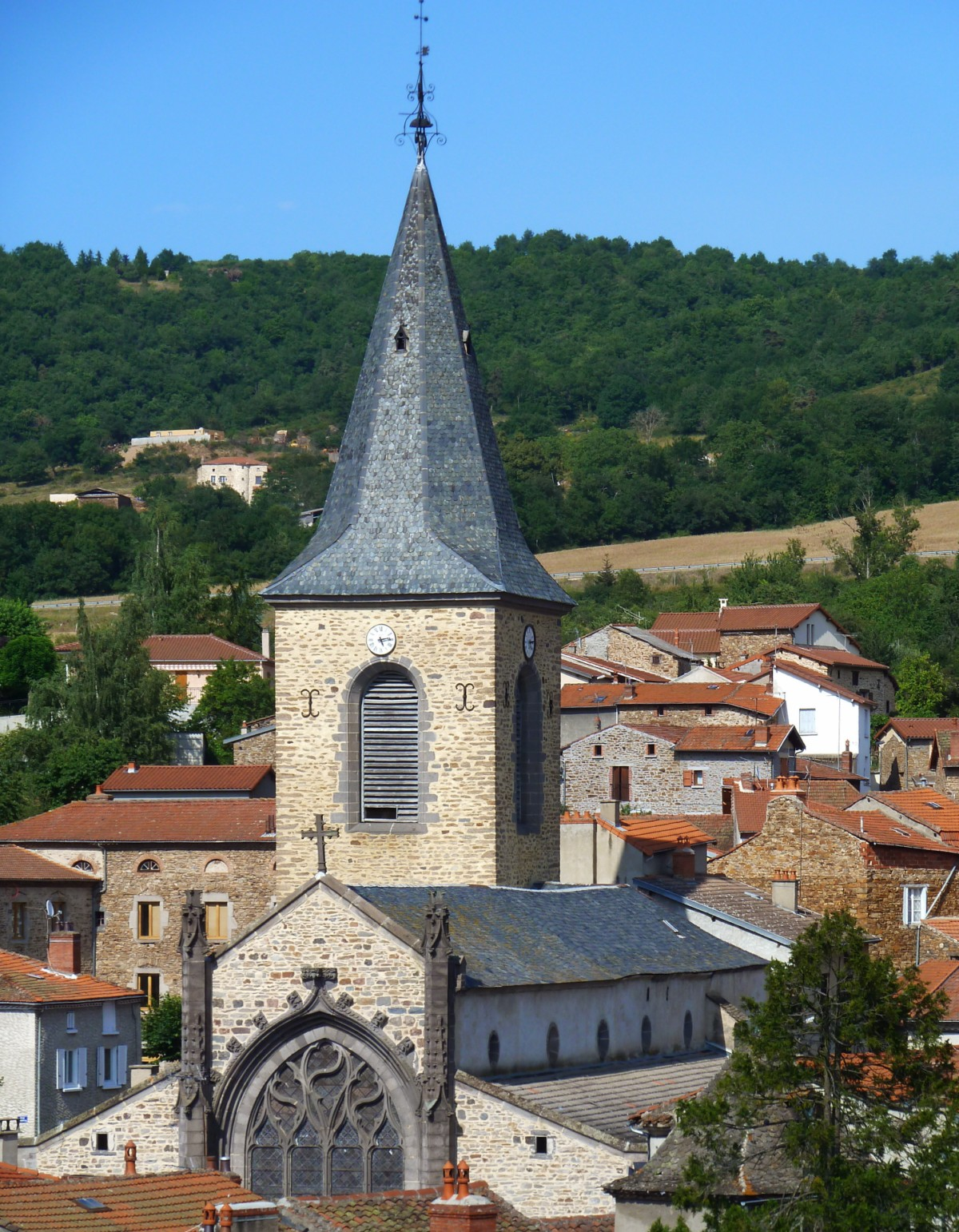
Kirche Saint-André

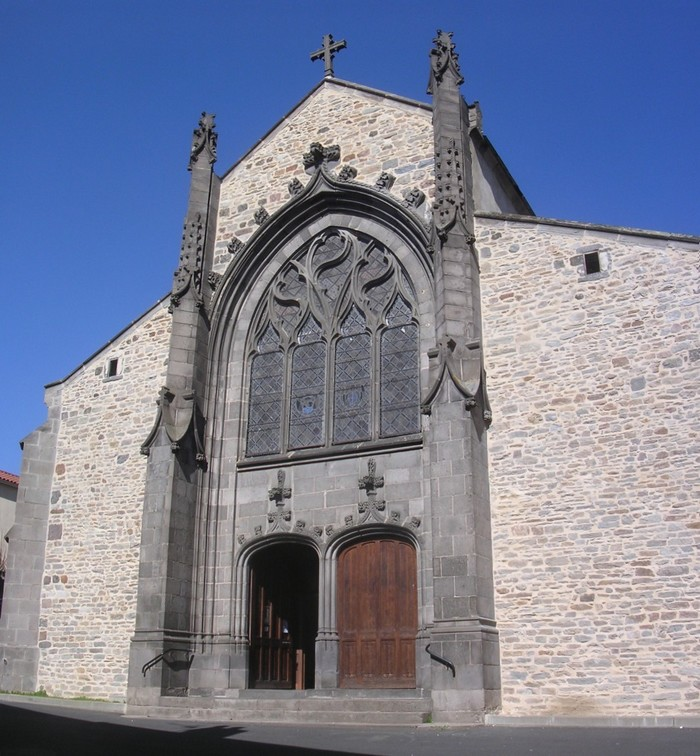
Neugotische Fassade der Kirche

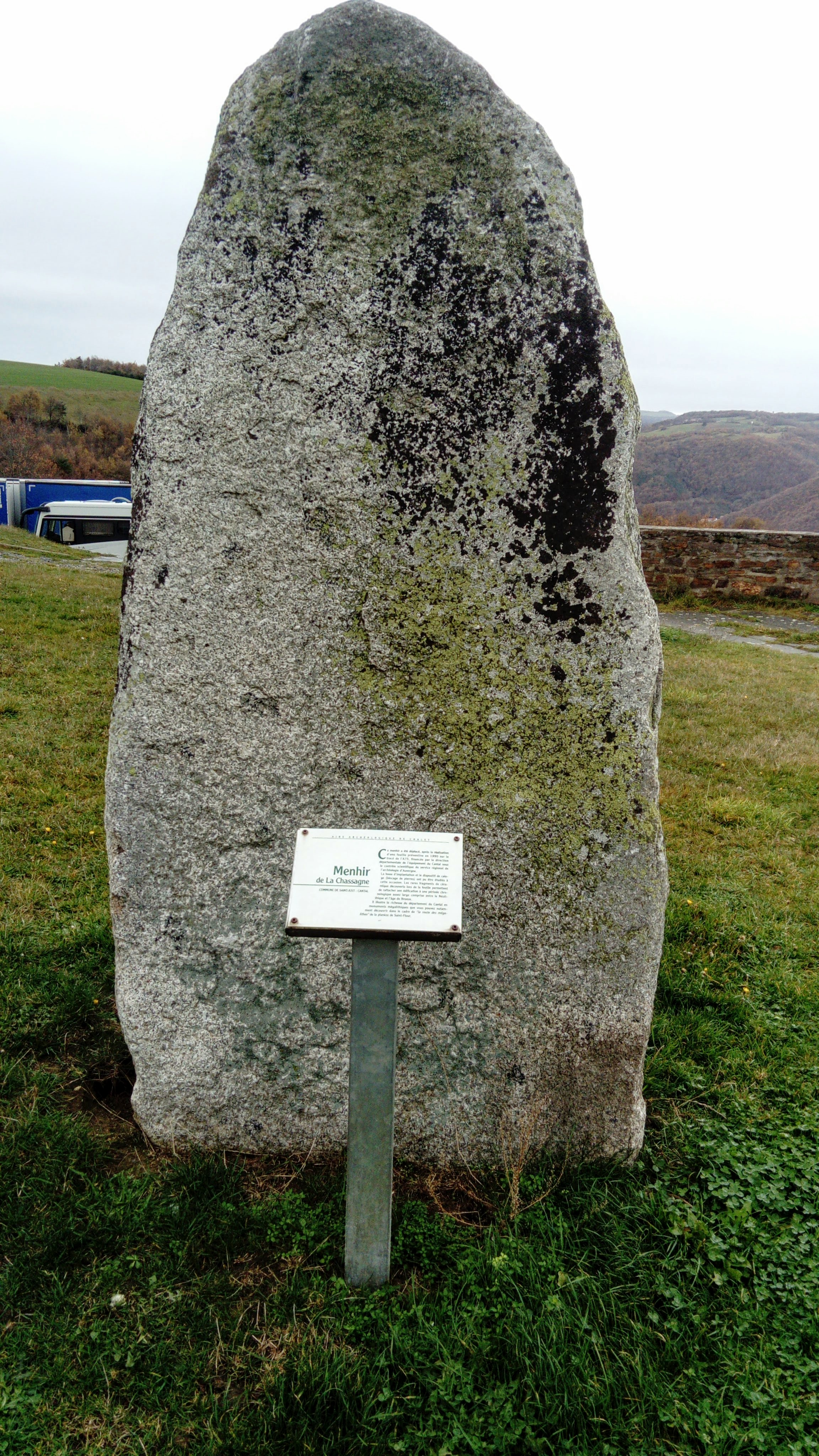
Der Menhir de la Chassagne steht nördlich von Massiac

#### Architektur und Ausstattung
Die Pfarrkirche Église Saint-André im Dorfzentrum von Massiac stammt aus dem 15. Jahrhundert. In ihrer Bauweise ähnelt sie anderen Kirchen in der Basse-Auvergne, die um dieselbe Zeit entstanden. Der Sakralbau setzt sich aus drei Schiffen und zwei Nebenkapellen zusammen. Die Sakramentskapelle befindet sich links und ist mit einem großen Marienbildnis eines unbekannten Künstlers geschmückt. In der Kapelle auf der rechten Seite macht ein Gemälde darauf aufmerksam, dass die Kirche dem Johannes dem Täufer und dem Apostel Andreas geweiht ist. In einer vergitterten Nische ist eine bunt bemalte Madonna-Holzstatuette aus dem 15. Jahrhundert, die ursprünglich die Kapelle Sainte-Madeleine de Chalet zierte, zu sehen. Eine weitere Madonna-Holzstatuette wird in einer Vitrine aufbewahrt. Dieses Schmuckstück, das 1954 zufällig während eines Holzeinschlages ganz in der Nähe der Kapelle Sainte-Madeleine gefunden wurde, stammt aus dem 14. Jahrhundert.
Die Hauptfassade mit dem Portal wurde 1860 vom Architekten Étienne Aigueparse im neugotischen Stil errichtet.

#### Geschichte
Bis ins 11. Jahrhundert diente die Kapelle Saint-Jean als Pfarrkirche. Sie stand im Zentrum von Massiac und zwar an jenem Platz der heute noch ihren Namen trägt. Der christliche Gottesdienst wurde in den Jahren um 1200 vernachlässigt, stattdessen hing die Bevölkerung heidnischen Bräuchen an und betrieb einen Sonnenkult, verehrte die Göttin Isis, die Heilige Kuh und unternahm Wallfahrten.
Die Pfarrei Saint-André entstand kurz nach jener im Priorat Bonnac, vermutlich auf Initiative von Antoine und Marguerite de Rochefort d’Ally. Die Pfarrkirche ist erstmals von Géraud de Rochefort d’Ally verbrieft und zwar in einer Stiftungsurkunde für das Priorat Rochefort aus dem Jahre 1141. Bald darauf befestigten die Mönche von Rochefort die Kirche mit einem Turm. Dieser wurde Tour d’Ally genannt und war direkt an die Kirche angebaut. Rechtlich gesehen war der Prior von Rochefort, der an wichtigen kirchlichen Festtagen auch mal vorbeischaute, Pfarrer von Massic. Der ausübende Pastor war aber ein Anderer und wurde jeweils vom Bischof von Clermont ernannt. Das Bistum Saint-Flour, dem die Pfarrei von Massiac später angegliedert wurde und das wiederum dem Erzbischof von Blesle unterstellt war, geht auf das Jahr 1317 zurück.

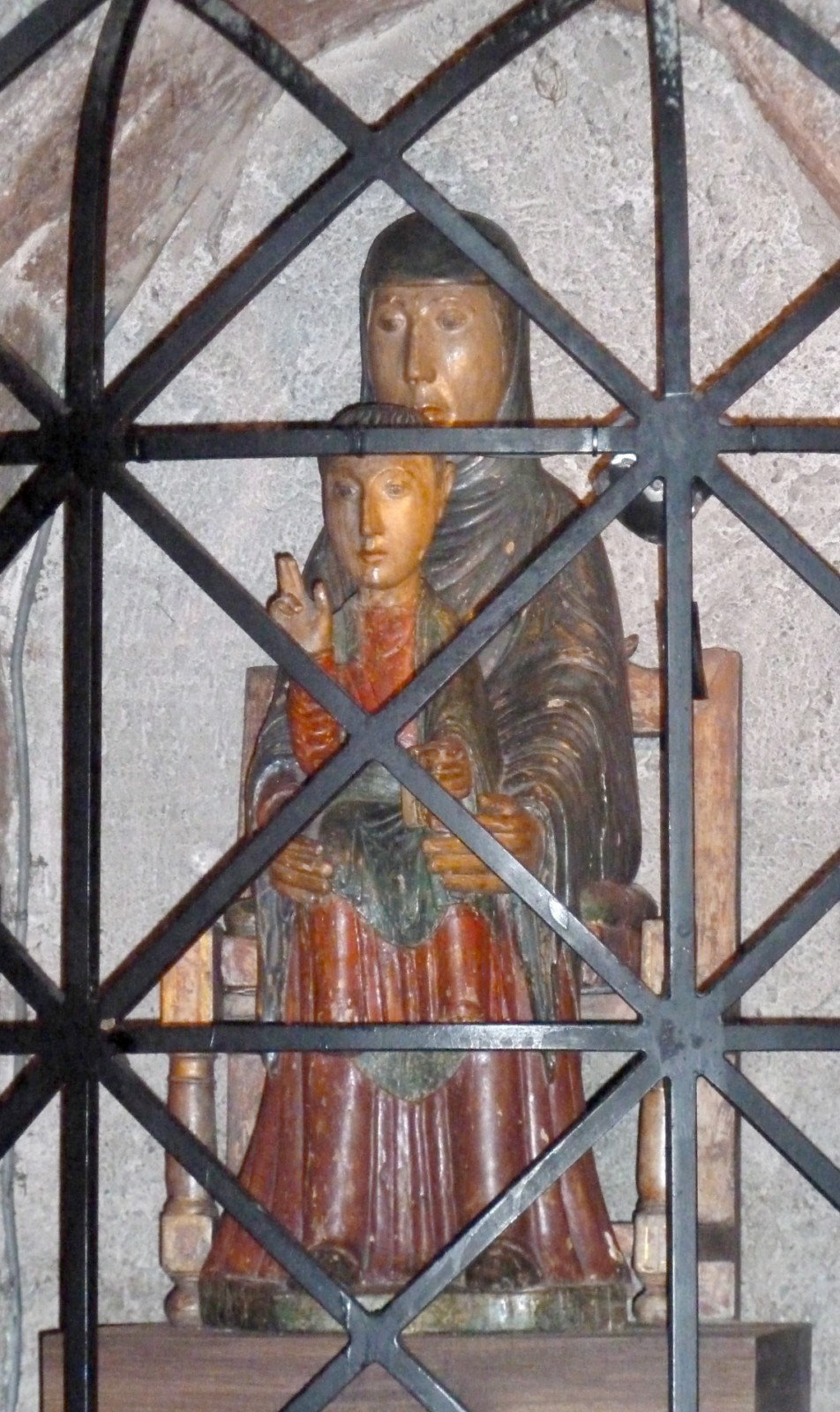
Madonna-Holzstatuette

Die Kirche wurde sukzessiv ausgebaut, musste aber bereits 1319 einem größeren Bau weichen. Im Zuge des Hundertjährigen Krieges wurde das Gotteshaus unter der Herrschaft Königs Karl V. von Banden aus der Gascogne, die mit England verbündet waren, in Brand gesteckt. Zwar war damit das Kirchenarchiv zerstört, die Kirche jedoch konnte rasch wieder aufgebaut werden. Am 28. September 1379 bewilligte der Bischof von Saint-Flour, Pons de Rochefort d’Aurouze, das Kollegiatstift von Saint-André. Zuerst war es mit zwölf, später mit acht Kanonikern dotiert. 1448 lehnten sich diese gegen den Pastor auf, doch setzte sich 1476 der Letztere durch und das Kollegiat wurde wieder zu Gunsten einer Pfarrei aufgelöst. Im Mai 1440 setzte Jean Salazar, Baron von Chaudes-Aigues und Feind des Dauphin von Auvergne, die Kirche in Brand, nachdem er Massiac geplündert und vierzig Bewohner der Stadt umgebracht hatte.
Von der Kirche anno 1140 bleibt nur der Chevet (Apsis) und das seitliche Südtor. Diese Teile sind aus rötlichem Tuffstein. Die Mitglieder der Familie Espinchals, welche ab 1584 über Massiac herrschten, sind unter der Kirche begraben. 1870 wurde das Gotteshaus umgebaut und dabei stark erweitert. Während dieser Neugestaltung mussten zahlreiche, stilistisch fragwürdige Anbauten und der alte Glockenturm weichen. Der Befestigungsturm Tour d’Ally wurde durch den heutigen Turm ersetzt und das Hauptportal wurde komplett neu gestaltet. Die jüngste Restauration erfolgte im Jahre 1971. Dabei wurde der Verputz abgestemmt, damit die Pierres dorées (Kalksteine, die Dank ihrem Eisenoxydgehalt golden schimmern) wieder zum Vorschein kamen.

### Kapelle Sainte-Madeleine

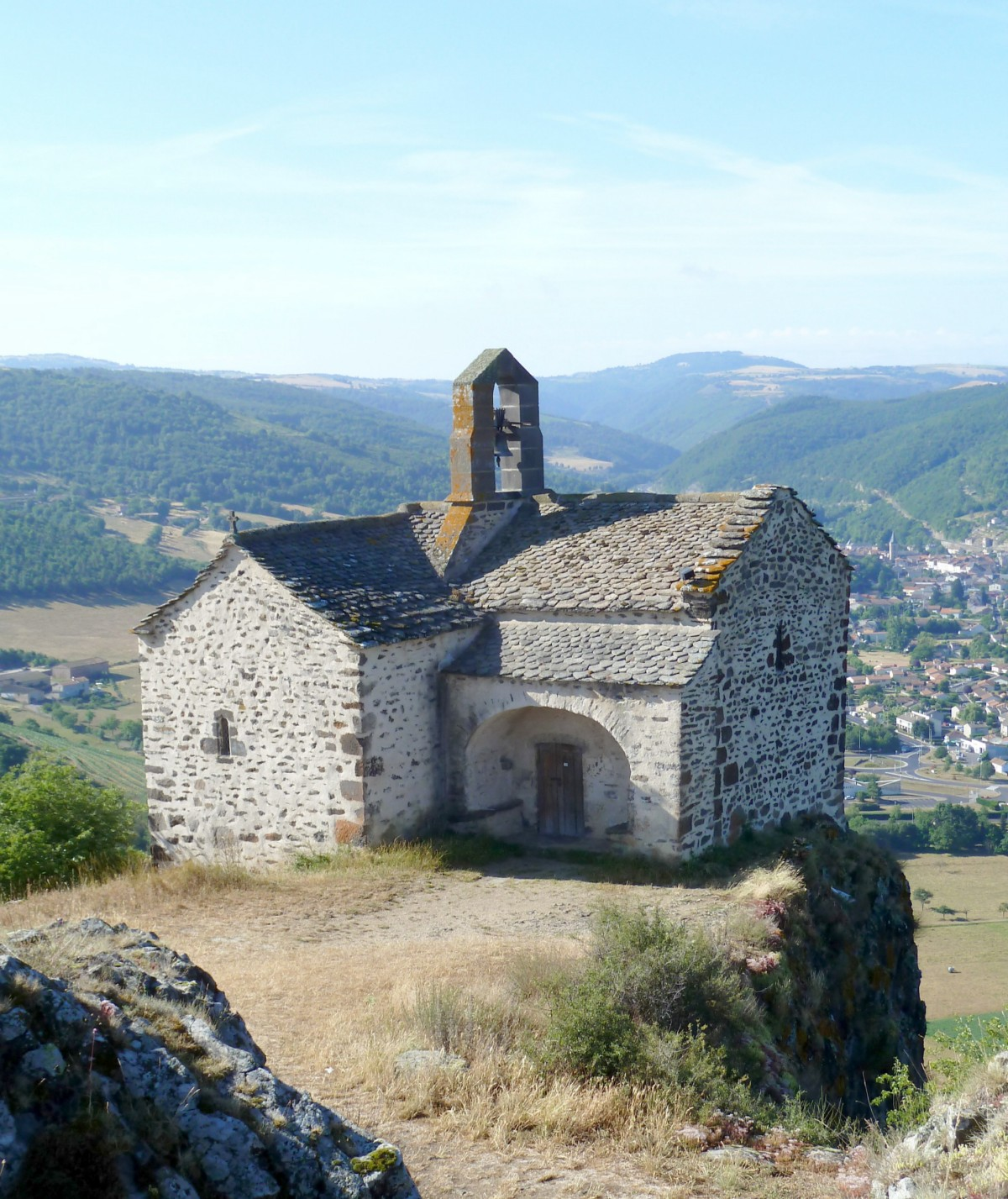
Burgkapelle Sainte-Madeleine

#### Lage und Architektur
Die Kapelle Chapelle castrale Sainte-Madeleine de Chatel thront auf einem Felssporn aus Basalt über dem Tal der Alagnon und dem Ort Massic. 400 Meter südlich liegt der Weiler Chalet auf einem Hochplateau.
Der romanische Bau geht auf das 12. Jahrhundert zurück und ist mit einem freistehenden Glöckentürmchen und einem Torbau geschmückt. Der Grundriss besteht aus einem Langhaus mit Tonnengewölbe und zwei Seitenkapellen. Die südliche Kapelle stammt aus dem 13., die nördliche aus dem 14. Jahrhundert. Die Chorkapelle mündet in eine halbkugelförmige Apsis, die um zwei Treppenstufen erhöht ist. Das Gewölbe ist mit einem Fresko verziert, das die Majestas Domini in einer Mandorla zeigt. Das Gotteshaus, welches 1894 und ein zweites Mal von 1980 bis 1983 restauriert wurde, ist seit 1982 ein französisches Kulturdenkmal.

#### Geschichte
Die Geschichte der Kapelle ist stark mit der Herrscherfamilie De Chalet, die sich ursprünglich Chalès-le-chastel nannte, verbunden. Das Wort Chalès leitet sich vom Iberischen cala ab und bedeutet „Festung aus Stein“.
Der Bau hatte nie den Status einer Pfarrkirche, sondern diente lediglich als Burgkapelle. Diese stand am Ende eines kleinen Innenhofes, nahe am Haupttor gegenüber der Befestigungsanlage, welche die Herren von Mercœur früher errichten ließen. Der Ort war strategisch günstig gewählt: man konnte von dort oben das Tal und die zwei Kilometer entfernt liegende Römerstraße von Gergovia nach Toulouse  überwachen.

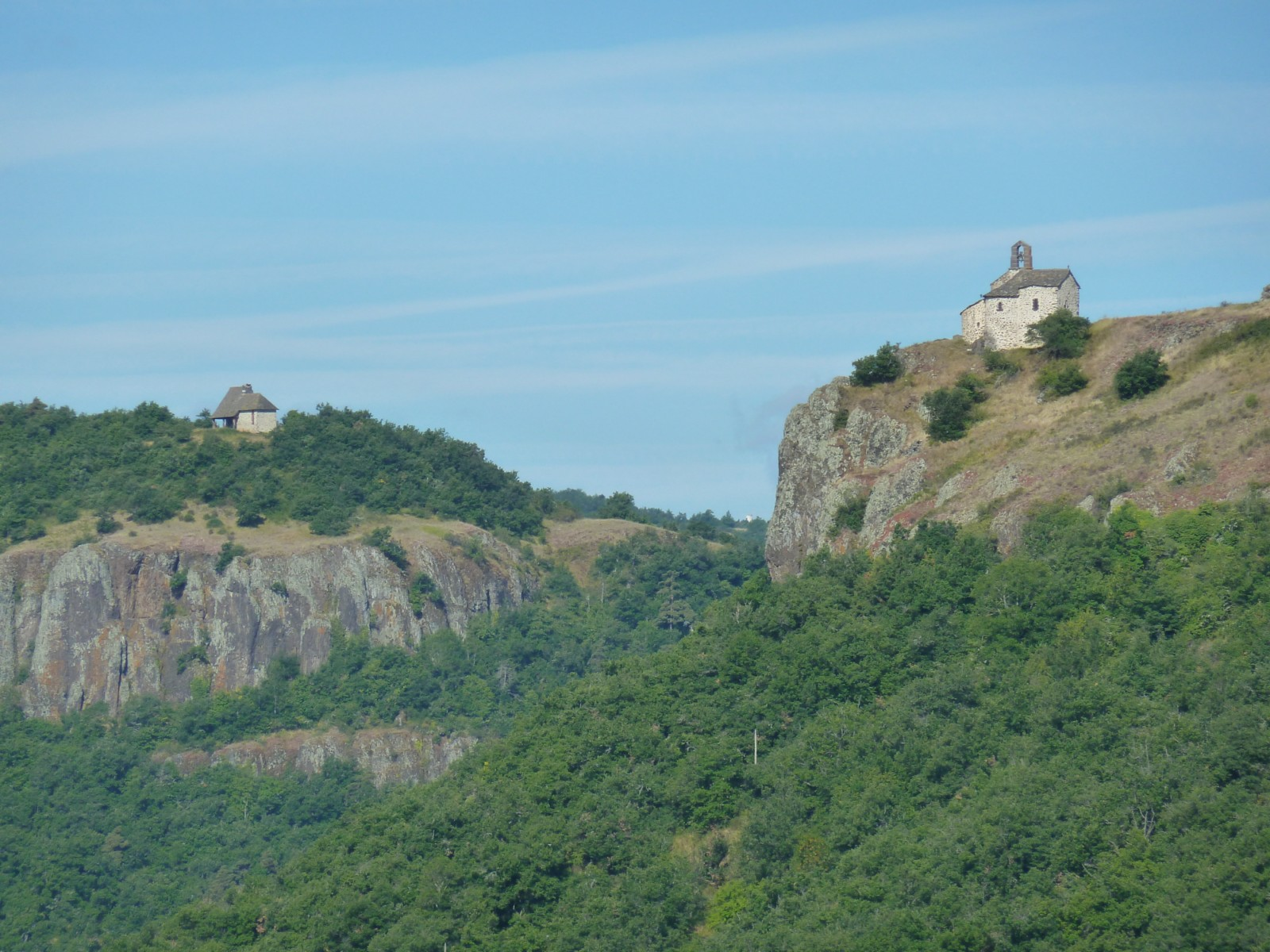
Das Refugium Saint-Victor (links) und die Kapelle Sainte-Madeleine (rechts)

Am 1. Dezember 1471 reiste Guillaume de Flageac, Abt von Pébrac, in Begleitung von Antoine de Léotoing-Mongton, Bischof von Saint-Flour, an, um die Kapelle zu segnen. Der Bischof nahm darauf Wohnsitz auf der Burg von Chalès und starb dort am 4. Dezember 1482, als die Gegend von der Pest heimgesucht wurde. Er wurde mit viel Pomp in einer Gruft, die in den Basaltfelsen geschlagen wurde, beerdigt. Später wurden seine Überresten von seinen Neffen in die Kathedrale von Saint-Flour überführt.

#### Legende
Für einige Gläubige ist der Ort am Namenstag der Maria Magdalena (22. Juli) das Ziel einer Pilgerfahrt. Die Legende erzählt, dass zwei Anachoreten, der Hl. Victor und die Hl. Madeleine, auf je einem der Basaltfelsen, welche sich gegenüberstehen, als Eremiten lebten. Sie wollten sich zwar nicht wirklich treffen, hatten aber dennoch das Bedürfnis sich über religiöse Themen auszutauschen. Madeleine streckte deshalb ihre Gebetskette über der Klippe aus und das Wunder geschah: Es bildete sich eine prächtige Brücke, welche es den beiden erlaubte, sich näher zu kommen.

### Kirche Saint-Victor
Hoch über Massiac thront der Weiler Bussac mit seiner Kirche Église Saint-Victor de Bussac. Mitte des 17. Jahrhunderts wurde in Bussac eine Kapelle errichtet die den Chor der heutigen Kirche abgibt. Die Vergrößerung des Gotteshauses wurde 1852 nötig. Die Fenster des Chors sind mit „J.F. Faure (1861)“ signiert. Nachdem Bussac an die Gemeinde Massiac angeschlossen wurde, verlor die Kirche zwar den Status der Pfarrkirche, wurde aber weiterhin für Messen benutzt. Der Bau verfügt über ein neugotisches Kreuzrippengewölbe mit gebrochenen Bögen. Bemerkenswert ist die Innenausstattung, insbesondere die Bemalung und die Möblierung, die heute noch komplett und authentisch ist. Das Bauwerk ist seit 1998 ein französisches Kulturdenkmal.

### Weitere Einrichtungen
- Überreste des mittelalterlichen Befestigungsgürtel und der Burg
- Das Museum Musée Élise Rieuf war im 20. Jahrhundert eine Malschule für Frauen. Heute sind dort rund 200 Werke (vorwiegend Aquarelle) der Malerinnen Élise Rieuf und Charlotte Musson ausgestellt.[7]
- Das Museum Musée d’Archéologie et de Minéralogie
- Die öffentlich zugängliche Goldschmiedekunstsammlung im Gemeindehaus (Mairie)

## Attraktionen

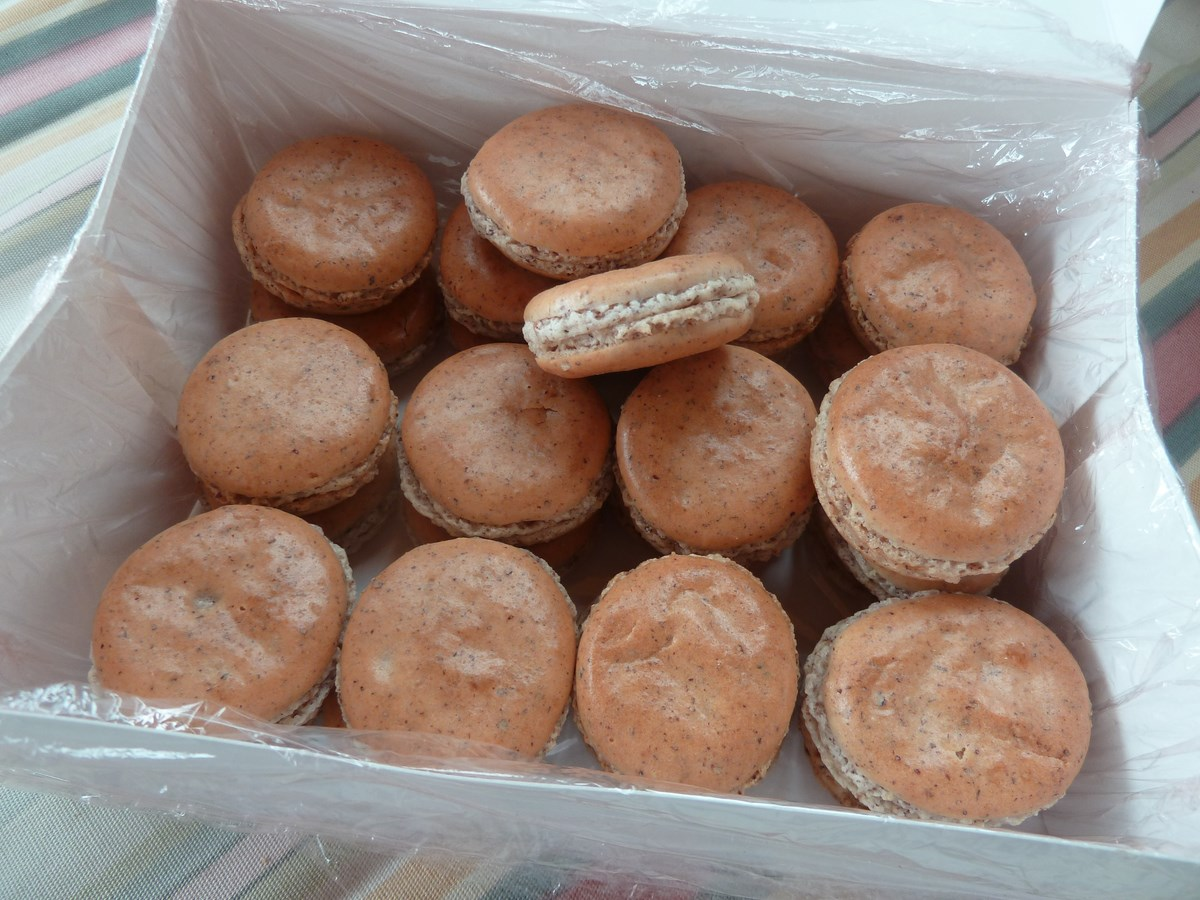
Macarons aus Massiac

- Die Makronen von Massiac gelten als lokale Spezialität.

- Jeden Dienstag findet ein Markt statt.
- Jeweils am 9. Juni wird die Kirschenmesse, gepaart mit einer Kirmes, durchgeführt.
- Jeweils am 24. Juni wird das Johannifest gefeiert.
- Ende Oktober findet die Äpfelmesse, gepaart mit einem Musik- und Theaterspektakel, statt.
- Massiac liegt an der Via Arvernha von  Clermont-Ferrand nach Cahors (506 Kilometer). Dabei handelt es sich um einen der Äste des Jakobswegs in Frankreich.

## Partnergemeinde
- Faura, Provinz Valencia, Spanien